# Hi-kvadratni test
Hi-kvadratni test, takođe napisan kao χ2 test, jeste test statističke hipoteze gde je distribucija uzorka testirane statistike hi-kvadratna distribucija kad je nulta hipoteza istinita. Bez druge kvalifikacije, hi-kvadratni test često se koristi kao zamena za Pirsonov hi-kvadratni test. Hi-kvadratni test se koristi da se utvrdi da li postoji značajna razlika između očekivanih frekvencija i posmatranih frekvencija u jednoj ili više kategorija.
U standardnim primenama ovog testa, zapažanja su svrstana u međusobno isključive klase, i postoji neka teorija, ili nulta hipoteza, koja daje verovatnoću da bilo koje opažanje padne u odgovarajuću klasu. Svrha testa je da se proceni koliko su verovatne opservacije, pod pretpostavkom da je nulta hipoteza tačna.
Hi-kvadratni testovi se obično konstruišu iz sume kvadriranih grešaka, ili pomoću varijanse uzorka. Statistika testa koja sledi hi-kvadratnu distribuciju proizilazi iz pretpostavke nezavisnih normalno distribuiranih podataka, koja je u mnogim slučajevima validna zbog centralne granične teoreme. Hi-kvadratni test može se koristiti za pokušaj odbacivanja nulte hipoteze da su podaci nezavisni.

## Istorija
U 19. veku, statističke analitičke metode uglavnom su primenjivane u analizi bioloških podataka i bilo je uobičajeno da istraživači pretpostavljaju da su zapažanja pratila normalnu distribuciju, kao što su to činili Ser Džordž Eri i profesor Meriman, čije je radove kritikovao Karl Pirson u svom radu iz 1900. godine.
Do kraja 19. veka, Pirson je uočio postojanje značajne asimetrije unutar nekih bioloških posmatranja. Da bi modelovao zapažanja nezavisno od toga da li su normalna ili asimetrična, Pirson je u nizu članaka objavljenih od 1893 do 1916, osmislio Pirsonovu distribuciju, porodicu neprekidnih raspodela verovatnoće, koja uključuje normalnu distribuciju i mnoge asimetrične distribucije. On je predložio metod statističke analize koji se sastoji od upotrebe Pirsonove distribucije za modelovanje posmatranja i vršenja testa dobrog uklapanja kako bi se utvrdilo koliko se model i posmatranje zaista uklapaju.

### Pirsonov hi-kvadratni test
Godine 1900, Pirson je objavio publikaciju o χ2 testu, koja se smatra jednim od fundamentalnih radova u modernoj statistici. U tom radu, Pirson je istražio test adekvatnosti uklapanja.
Ako se pretpostavi da je n opažanja slučajnog uzorka iz populacije klasifikovano u k međusobno isključujućih klasa sa odgovarajućim posmatranim brojevima xi (za i = 1,2,…,k), a da nulta hipoteza daje verovatnoću pi da će opažanje pasti u i-tu klasu. Dakle, dostupni su očekivani brojevi mi = npi za svako i, gde
{\displaystyle {\begin{aligned}\sum _{i=1}^{k}{p_{i}}&=1\\[8pt]\sum _{i=1}^{k}{m_{i}}&=n\sum _{i=1}^{k}{p_{i}}=\sum _{i=1}^{k}x_{i}\end{aligned}}}
Pirson je predložio da u slučaju da je nulta hipoteza tačna kao n → ∞, ograničavajuća distribucija navedene količine je raspodela χ2.
{\displaystyle X^{2}=\sum _{i=1}^{k}{\frac {(x_{i}-m_{i})^{2}}{m_{i}}}=\sum _{i=1}^{k}{{\frac {x_{i}^{2}}{m_{i}}}-n}}
Pirson se prvo bavio slučajem u kojem su očekivani brojevi mi dovoljno veliki poznati brojevi u svim ćelijama pod pretpostavkom da se svaki xi može uzeti kao normalno raspodeljen, i postigao je rezultat da, na granici kada n postane veliko, X2 sledi χ2 raspodelu sa k − 1 stepeni slobode.
Pirson je zatim razmotrio slučaj u kojem očekivani brojevi zavise od parametara koji se moraju proceniti iz uzorka. On je predložio da kad mi označava prave očekivane brojeve, a m′i procenjene očekivane brojeva, razlika
{\displaystyle X^{2}-{X'}^{2}=\sum _{i=1}^{k}{\frac {x_{i}^{2}}{m_{i}}}-\sum _{i=1}^{k}{\frac {x_{i}^{2}}{m'_{i}}}}
obično biva pozitivna i dovoljno mala da se može zanemariti. U zaključku, Pirson je tvrdio da ako se smatra da je X′2 takođe raspodeljena kao χ2 distribucija sa k − 1 stepeni slobode, greška u ovoj aproksimaciji neće uticati na praktične odluke. Ovaj zaključak izazvao je određene kontroverze u praktičnim primenama i to nije bilo razrešeno tokom 20 godina, do objavljivanja Fišerovih publikacija iz 1922. i 1924. godine.

## Aplikacije
U kriptoanalizi, hi-kvadratni test se koristi za upoređivanje distribucije otvorenog teksta i (mogućeg) dekriptovanja šifroteksta. Najniža vrednost testa znači da je dešifrovanje bilo uspešno sa velikom verovatnoćom. Ova metoda se može generalizovati za rešavanje savremenih kriptografskih problema.
U bioinformatici, hi-kvadratni test se koristi za upoređivanje raspodele određenih svojstava gena (npr. genomskog sadržaja, brzine mutacije, interakcione mreže klasterovanja itd.) koje pripadaju različitim kategorijama (npr. geni bolesti, osnovni geni, geni na određenom hromozomu itd.).

## Literatura
- Weisstein, Eric W. „Chi-Squared Test”. MathWorld.
- Corder, G. W.; Foreman, D. I. (2014), Nonparametric Statistics: A Step-by-Step Approach, New York: Wiley, ISBN 978-1118840313
- Greenwood, Cindy; Nikulin, M. S. (1996), A guide to chi-squared testing, New York: Wiley, ISBN 0-471-55779-X
- Nikulin, M. S. (1973), „Chi-squared test for normality”, Proceedings of the International Vilnius Conference on Probability Theory and Mathematical Statistics, 2, стр. 119—122
- Bagdonavicius, V.; Nikulin, M. S. (2011), „Chi-squared goodness-of-fit test for right censored data” (PDF), The International Journal of Applied Mathematics and Statistics, стр. 30—50[потребан је пун навод]
- Hald, Anders (1998). A history of mathematical statistics from 1750 to 1930. New York: Wiley. ISBN 978-0-471-17912-2.
- Elderton, William Palin (1902). „Tables for Testing the Goodness of Fit of Theory to Observation”. Biometrika. 1 (2): 155—163. doi:10.1093/biomet/1.2.155.
- Hazewinkel Michiel, ур. (2001). „Chi-squared distribution”. Encyclopaedia of Mathematics. Springer.  978-1556080104.
- Ramsey, PH (1988). „Evaluating the Normal Approximation to the Binomial Test”. Journal of Educational Statistics. 13 (2): 173—82. JSTOR 1164752. doi:10.2307/1164752.
- Lancaster, H.O. (1969), The Chi-squared Distribution, Wiley
- Dasgupta, Sanjoy D. A.; Gupta, Anupam K. (januar 2003). „An Elementary Proof of a Theorem of Johnson and Lindenstrauss” (PDF). Random Structures and Algorithms. 22 (1): 60—65. doi:10.1002/rsa.10073. Приступљено 1. 5. 2012.
- M. K. Simon, Probability Distributions Involving Gaussian Random Variables, New York: Springer, 2002, eq. (2.35),  978-0-387-34657-1
- Box, Hunter and Hunter (1978). Statistics for experimenters. Wiley. стр. 118. ISBN 978-0471093152.
- Bartlett, M. S.; Kendall, D. G. (1946). „The Statistical Analysis of Variance-Heterogeneity and the Logarithmic Transformation”. Supplement to the Journal of the Royal Statistical Society. 8 (1): 128—138. JSTOR 2983618. doi:10.2307/2983618.
- Pillai, Natesh S. (2016). „An unexpected encounter with Cauchy and Lévy”. Annals of Statistics. 44 (5): 2089—2097. arXiv:1505.01957 . doi:10.1214/15-aos1407.